# Limnocentropus rectus
Limnocentropus rectus är en nattsländeart som beskrevs av Douglas E. Kimmins 1950. Limnocentropus rectus ingår i släktet Limnocentropus och familjen Limnocentropodidae. Inga underarter finns listade i Catalogue of Life.